# Dofus
Dofus ist ein im September 2004 gestartetes Massively Multiplayer Online Role-Playing Game von dem französischen Entwickler Ankama Games. Weltweit hat es mehr als 25 Millionen Nutzer, von denen ein Teil die kostenpflichtige, erweiterte Spielwelt und -funktionalität nutzt. Technische Grundlage ist Flash, dadurch ist das Spiel unter diversen Betriebssystemen lauffähig.
Dofus wurde mehrfach ausgezeichnet. Nach dem zunächst auf französischsprachige Regionen beschränkten Erfolg von Dofus folgten ab 2005 internationale Versionen (eine Version in deutscher Sprache ist seit dem 11. Juli 2007 online), eine bislang elfbändige Comicreihe mit insgesamt mehr als 700.000 verkauften Exemplaren und das taktische Online-Kampfspiel Dofus Arena (2006). Das ebenfalls von Ankama veröffentlichte Wakfu ist ein Sequel, das 1000 Jahre nach Dofus spielt.

## Spielablauf
Ziel des Spiels ist es, 6 entwendete Dracheneier, sogenannte Dofus wieder zu beschaffen.
Man startet als ein Anhänger einer Gottheit (siehe Klassen) in Incarnam, einem Plateau über Amakna, und entwickelt sich durch die Erfahrung, die man in zahllosen Kämpfen sammelt, weiter.
Der Charakterlevel stellt dabei ein Maß dar, welches die Entwicklung kennzeichnet.
Verschiedenste Zauber, abhängig von der Klasse des Charakters, werden bei bestimmten Leveln freigeschaltet.
Anfänglich startet man mit drei Grundzaubern.
Durch Questen und Kämpfe werden die Erfahrungspunkte (EP) gesteigert und bei einer exponentiell wachsenden EP-Grenze erreicht man einen höheren Level.
Die Währung in Amakna sind Kamas (k). 1000k entsprechen 1kk, einer gebräuchlichen Konnotation im Handel.
Eine Vielzahl von Gegenständen und Ressourcen sind durch gewonnene Kämpfe und Ausüben von Berufen zu erhalten.
Anders als bei vielen anderen Online-Spielen sind Kamas ein scheinbar inflationsfreies Gut, welches auch langfristig gegen Gegenstände eingetauscht werden kann, ohne an Wert zu verlieren. Dieser Umstand ist in erster Linie den erschwerten Bedingungen des Cheatens in Dofus zuzuschreiben.
Nach dem Verlassen Incarnams reist man nach Amakna, genauer gesagt, in die neutrale Stadt Astrub.
Von dort aus gibt es noch viel zu entdecken...

### Klassen
Die Klasse eines Charakters bestimmt seine Rolle im Kampf sowie sein äußeres Erscheinungsbild.
| Klasse                | Eigenschaften |
| --------------------- | --- |
| Crâ                   | Bogenschütze. Benutzen Pfeil und Bogen für weitreichende Attacken |
| Ecaflip               | Glücksspieler. Ihre Angriffe hängen auf niedrigem Level vom Glück ab und können entweder sehr gefährlich oder aber harmlos sein. Ausnahme sind die Intelligenz-Ecaflips, die nicht vom Glück abhängig sind                                                                                     |
| Eliotrop (Übermagier) | Magier. Nutzt die Macht der Eliotropen-Steine, um ihre Fähigkeiten zu entfesseln. Mit ihrem Resonanzsystem, ihrer Fähigkeit zur Manipulation von Zeit und Raum sowie ihren unterstützenden Fähigkeiten sind sie sowohl im Solo- als auch im Gruppenspiel eine interessante und mächtige Klasse |
| Eniripsa              | Heiler. Können Verbündete stärken und Gegner schwächen |
| Enutrof               | Schatzsucher. Nehmen dem besiegten Gegner Schätze und Reichtümer ab |
| Féca                  | Defensivmagier. Benutzen Schutzschilde zur Abwehr. Ihre Stärke liegt eher darin, Schaden abzuwehren und zu vermeiden als ihn zu verursachen, können aber im Umgang mit Stecken und ihrer Glyphe des Infernos auch mächtigen Schaden anrichten                                                  |
| Halsabschneider       | Taktischer Bombenleger. Legen gezielt Bomben, verstärken sie, um dann durch Combos hohe Flächenschäden zu verursachen |
| Iop                   | Paladine. Verursachen hohen Schaden bei geringer Reichweite |
| Maskerador            | Unberechenbarer Krieger. Können zwischen drei Masken wählen, die ihnen unterschiedliche Taktiken bieten um sich an die jeweilige Situation anzupassen |
| Osamodas              | Beschwörer. Rufen verbündete Kreaturen auf den Plan, die ihnen im Kampf helfen |
| Ouginak               | Starker Nahkämpfer, der tierische Instinkte nutzt, um ihre Fähigkeiten zu verstärken |
| Pandawa               | Tierische Krieger. Sind wichtige Unterstützer, die die Gegner schwächen und taktisch positionieren. Sie geben sich nur abonnierten Spielern zu entdecken |
| Sacrieur              | Barbaren und vitale Nahkämpfer, die stärker werden, wenn sie Schläge einstecken |
| Sadida                | Voodoomagier. Pflanzenmenschen mit magischen Puppen, die sich für ihre Meister opfern |
| Sram                  | Meuchelmörder. Stellen dem Gegner Fallen und können sich verdoppeln und unsichtbar machen |
| Steamer               | Technomagier. Ähnelt einem Taucher und kann drei verschiedene Türme aufstellen um die Kampfkarte zu kontrollieren |
| Xélor                 | Zeitzauberer. Reflektieren Schaden und lähmen den Gegner |

Das offizielle Release-Datum der Klasse: Maskerador und Halsabschneider war der 5. April 2011; der Steamer waren ab 27. Juli 2012 für alle spielbar; der Übermagier (Eliotrop) wurde im Dezember 2013 (Aktualisierung 2.17) eingeführt; der Ouginak im September 2016 (Aktualisierung 2.39).
Die siebzehn Klassen wurden meist nach Insiderwitzen der Entwickler benannt, z. B. Eniripsa ist ein Anagramm von Aspirine.
Ein angenehmes Feature der Dofus-Klassen ist, dass man die Farbgestaltung der Charaktere selbst übernehmen kann. Jede Klasse hat fünf Farbpartien, die frei gewählt und nuanciert werden können.
Was sich farblich ändert, hängt von der Klasse ab. So kann man bei einer weiblichen Féca die Haarfarbe, die Farbe des Kleids und die Farbe der Schuhe und Kleidträger verändern, während man bei einer weiblichen Sadida die Haut-, Haar- und Bikinifarbe ändern kann. So erschafft man auch äußerlich einen komplett eigenen Charakter und identifiziert sich besser mit ihm.

### Charakteristika
Jedem Charakter stehen die gleichen Charakteristika zur Verfügung, welche Elementen zugeordnet sind.
Die Fertigkeiten, die Schaden verursachen, werden durch entsprechende Charakteristika unterstützt.
- Vitalität: Vitalität (VIT) erhöht die Lebenspunkte (LP) des Spielers, in der Regel für einen investierten Charakter-Punkt in VIT erhält der Spieler 1 VIT und damit 1 LP. Ausnahme sind Sacrieurs, welche Pro Char.-Pkt. in VIT 2 VIT und damit 2 LP bekommen.
- Weisheit: Weisheit (WIS: engl. „wisdom“) erhöht die Menge an EP, die ein Spieler pro Kampf bekommt, sowie die Höhe von zurückgeworfenem Schaden und der Resistenzen gegen AP- und BP-Diebstahl (AP und BP werden unter Kampfsystem erklärt).
- Stärke: Stärke (STR) erhöht neutralen Schaden, sowie den des Elements Erde. Zudem wächst die Tragkraft des Spielers (in Pods bemessen).
- Intelligenz: Intelligenz (INT) erhöht den Feuerschaden, die Effektivität von Heilzaubern und die Stärke von Schilden.
- Glück: Glück (CHA: engl. „chance“) erhöht Wasserschaden und für alle zehn Punkte in CHA ebenfalls um einen Filzpunkt (PP: kurz f. engl. „prospecting“). PP erhöhen die Wahrscheinlichkeit, nach erfolgreichem Monsterkampf, seltenere Gegenstände und Ressourcen zu erhalten.
- Flinkheit: Flinkheit (AGI: engl. „agility“) erhöht Luftschaden, die Chance, von Monstern, die in unmittelbarer Nähe stehen, zu entkommen (oder diese am entkommen zu hindern) und die Chance, kritische Treffer (Crits) zu landen.

### Berufe
Zusätzlich zu den Klassen können die Spieler auch Berufe wählen und erlernen, um Materialien zu sammeln, Gegenstände herzustellen und virtuelles Geld (sog. „Kamas“) zu verdienen. Sie sind geteilt in Sammler- und Handwerksberufe. Sammelberufe sind bedingt auch in der Lage, Ressourcen zu verarbeiten. So kann ein Bauer z. B. Getreide auch zu dem dazugehörigen Mehl verarbeiten, welches er dann als Bäcker weiterverarbeiten kann.

#### Sammelberufe
- Alchemist
- Bauer (jetzt gleichzeitig auch Bäcker)
- Bergmann
- Fischer (jetzt gleichzeitig auch Fischhändler)
- Holzfäller
- Jäger (jetzt gleichzeitig auch Metzger)

#### Handwerksberufe
- Bastler
- Juwelier
- Schmied (vereint die früheren Berufe: Axt-, Schwert-, Hammer-, Dolch- und Schaufelschmied)
- Schneider
- Schuhmacher
- Schnitzer (vereint die früheren Berufe Bogen-, Stab- und Steckenschnitzer)
- Werkstoffschmied (der frühere Schildschmied, jetzt mit erweiterten Aufgaben)

Bemerkenswert in puncto Berufe ist, dass es schwer ist, ohne Beruf Geld zu verdienen und damit Gegenstände zu kaufen, welche für das Voranschreiten im Spiel essentiell sind. Das ist eine Parabel auf die Werte der heutigen Gesellschaft, Arbeit vermitteln zu wollen, um einen höheren Lebensstandard zu gewährleisten.

### Kampfsystem
Das Kampfsystem ist rundenbasiert. Jeder Spieler hat 30 Sekunden Zeit, um seinen Zug zu machen. Es ist möglich, PvM (Player vs. Monster) oder PvP (Player vs. Player) zu kämpfen. Dabei tritt man entweder gegen sogenannte Monster-Mobs an, also Gruppierungen von Monstern, oder fordert andere Spieler heraus.
In Kämpfen hat man in jeder Runde als Basis 6 Aktionspunkte (AP) und 3 Bewegungspunkte (BP) zur Verfügung. Es gibt Gegenstände, die zusätzliche AP und BP verleihen, allerdings auch welche, die AP oder BP abziehen. Ab Level 100 bekommt man einen weiteren AP dazu. Das Kampffeld ist die Karte, auf der man den Kampf begann, allerdings ohne die Spieler und Monster, die nicht am Kampf teilnehmen.
Zu Beginn des Kampfes wählen die Spieler ihre Startpositionen, welche von Karte zu Karte unterschiedlich angeordnet sind. Die Karte ist gerastert und mit jedem BP kann man sich horizontal oder vertikal um ein Feld fortbewegen. Fertigkeiten/Zauber sowie Angriffe mit der ausgerüsteten Waffe benötigen AP.
Für Abonnenten ist es auf vielen Servern möglich, eine Gesinnung (Alignment) zu wählen, also Bonta (Engel) oder Brâkmar (Dämon) zu werden.
Mit einer Gesinnung kann man Spieler der anderen Gesinnung oder neutrale Spieler aggressiv angreifen, ohne deren Einverständnis zum Kampf zu benötigen. Auf neutralem Territorium wird neutralen Spielern, die angegriffen werden, eine Lvl 100 (manchmal auch Lvl 50) Wache zur Verteidigung abgestellt. Die Gesinnung erlaubt es den Charakteren bestimmte Vorteile zu nutzen oder gewährt den Zugang zu bestimmten Gebieten, wie zum Beispiel das Zoth-Dorf oder das Dorf Pandala. Dieses Feature wurde auf dem deutschen Server „Nehra“ am 8. Februar 2008 freigeschaltet.
Besonders ist auch, dass durch eine ausgewogene Fertigkeitenbalance praktisch keiner der Charaktere übermächtig ist. Das Kampfsystem und die Fähigkeiten der einzelnen Klassen sind auf gemeinsames Teamspiel ausgelegt.

### Gilden
Unabhängig von Charakterklasse, Gesinnung und Charakterlevel können sich die Spieler zu Gruppen und Gilden zusammenschließen. Dies ermöglicht es den Gruppenmitgliedern sich auszutauschen oder gemeinsam gegen Gegner zu kämpfen.
Jede der Gilden ist einzigartig und verfügt über verschiedene Funktionen und Fähigkeiten.

### Wortspiele in Klassennamen
Wie bei den Klassen schon erwähnt, gehen die Namen einiger Klassen auf Wortspiele der Programmierer zurück. Meist sind sie nur rückwärts zu lesen und ergeben dann einen Sinn, so zum Beispiel Enutrof (= Fortune (frz.: Glück)), Sram (= Mars), Osamodas (= Sado-Maso), Sadida (= Adidas), Xelor (= Rolex), Eniripsa (=Aspirine), Crâ (= Arc (frz.: Bogen)) und Ecaflip (= Pilface = Pile ou Face (frz. Kopf oder Zahl), wonach auch eine ihrer Attacken benannt wurde).
Zudem sind in der deutschen, aber vor allem auch in der englischen Version von Dofus, eine Vielzahl von Nicht-Spieler-Charakteren mit Wortspielen und Namensabwandlungen benannt. So ist zum Beispiel „Sha Kwira“, der Name eine Kämpferin in Incarnam eine Anspielung auf Shakira, „Tek Abir“ der Wirt in Astrub ein Wortspiel. („Take a beer“: engl. für „nimm ein Bier“.)

## Auszeichnungen
- 2005: Edge Internet Game of the Month[7]
- 2006: Publikumspreis beim Independent Games Festival[8]
- 2006: „Best New European Studio“, Ankama gehört zu den Finalisten des „Develop Industry Excellence Award“ (Brighton, UK)
- 2006: „Prix Média Jeunesse“ (Preis für Medien für die Jugend) während des „Salon de l'étudiant“ (Studentmesse)

## Dofus 2.0
Dofus 2.0 ist ein graphisches und technologisches Update für DOFUS.
In erster Linie ist das Projekt DOFUS 2.0 eine graphische Runderneuerung aller Spielegraphiken. Jede Karte, jeder Gegenstand, jeder Charakter, jedes Monster im Spiel wurden neu entworfen und im Spiel implementiert. Der Client wurde komplett neu geschrieben, die Client-Server-Schnittstelle vom Entwickler-Team überarbeitet und optimiert.
Diese neue Version erschien am 2. Dezember 2009.

## Adaptionen
Ein Comic im Manga-Stil zum Spiel ist bereits in Englisch, Spanisch und Französisch verfügbar. Eine deutsche Version ist im April 2009 erschienen.
Der Titel ist "DOFUS Monster: der schwarze Ritter". Beim Kauf dieses Comics erhält der Spieler eine Rubbelkarte mit einem Code für die Lotterie-Seite von Ankama. Der Spieler gibt dort seine Login-Daten und den Zahlencode auf der Karte ein. Er erhält dann eine virtuelle Waffe, den Peiniger, mit dem er seinen Charakter im Spiel ausstatten kann. Mit ihr kann er sich in einen der fünf Schwarzen Ritter verwandeln, die über 5 neue Zaubersprüche verfügen und ein neues Gameplay bieten: den roten Ritter Flamme, den grünen Ritter Blatt, den weißen Ritter Wolke, den blauen Ritter Tropfen sowie den gefährlichsten und meistgesuchten schwarzen Ritter, Schatten.

## Serverfusion
Am 2. Mai 2017 entstand der neue Server "Echo", folgende alte Server gehören nun zu Echo:
- Rushu (int)
- Rosal (int)
- Solar (int)
- Aermine (int)
- Zatoïshwan (int)
- Shika (int)
- Dark Vlad (nl)
- Ereziah (it)
- Nehra (de)
- Padgref (ru)